# Gare de Nidérand
La gare de Nidérand est une ancienne halte ferroviaire belge de la ligne 115, de Braine-l’Alleud à Rognon située sur le territoire de la commune de Braine-le-Château, dans la province du Brabant wallon en Région wallonne. Elle desservait le village de Nidérand dépendant de la commune de Tubize.

## Situation ferroviaire
La gare de Nidérand se situait au point kilométrique (PK) 9,6 de la ligne 115, de Braine-l’Alleud à Rognon, via Clabecq et Tubize entre les gares de Braine-le-Château et Clabecq.

## Histoire
Les Chemins de fer de l'État belge mettent en service un point d'arrêt géré depuis la gare de Braine-le-Château le 1er avril 1890. Il devient une halte le 1er septembre 1890 et un bâtiment des recettes est réalisé en 1895-1896.
Un trafic conséquent de marchandises agricoles (peut-être lié à la culture de betteraves) desservait la gare au cours du XXe siècle. En 1952, on note la présence d'un train de fret facultatif reliant la gare de Clabecq-Formation à celle de Nidérand.
La SNCB met fin au trafic des voyageurs sur la ligne 115 le 22 novembre 1959. Les trains de marchandises continuent à s'y arrêter jusqu'en 1964. Cette section de la ligne est formellement fermée en 1982 et démontée en 1988.

## Patrimoine ferroviaire
Revendu en 1970 à un particulier, le bâtiment des recettes correspond au plan type 1893. Avec sa façade en briques rouges décorée de blocs de pierre aux angles des ouvertures du rez-de-chaussée et pourvue d'une frise en redents aux pignons de l'étage, il présente des ressemblances avec les bâtiments, plus grands et décorés de bandeaux de briques jaunes, des gares de Noucelles et Sart-Moulin. À Nidérand, l'aile basse est positionnée à gauche et ne possède que quatre travées.
La maison de garde-barrière est également conservée comme habitation.